# Il'ja Pjateckij-Šapiro
Il'ja Iosifovič Pjateckij-Šapiro, anche noto come Ilya Piatetski-Shapiro (in russo Илья Иосифович Пятецкий-Шапиро?; (ebr. איליה פיאטצקי-שפירו; Mosca, 30 marzo 1929 – Tel Aviv, 21 febbraio 2009), è stato un matematico israeliano di origine sovietica, vincitore del Premio Wolf per la matematica nel 1990.